# Le Temps des cerises
Pour les articles homonymes, voir Le Temps des cerises (homonymie).
Le Temps des cerises est une chanson dont les paroles sont écrites en 1866 par Jean Baptiste Clément et la musique composée par Antoine Renard en 1868.
Bien que lui étant antérieure, cette chanson est néanmoins fortement associée à la Commune de Paris de 1871, l'auteur étant lui-même un communard ayant combattu pendant la Semaine sanglante.

## Contexte
Jean Baptiste Clément écrit cette chanson en 1866, lors d'un voyage vers la Belgique. Sur la route des Flandres, il fait une halte à Conchy-Saint-Nicaise, dans la maison située près de l'estaminet du lieu-dit de la poste. La maison entourée de cerisiers anciens inspire alors l'auteur.

## Dédicace

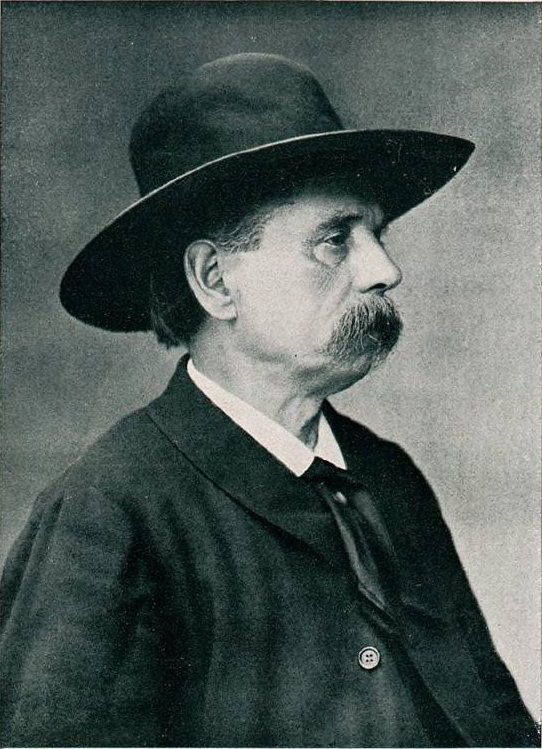
Jean Baptiste Clément, parolier du Temps des cerises.

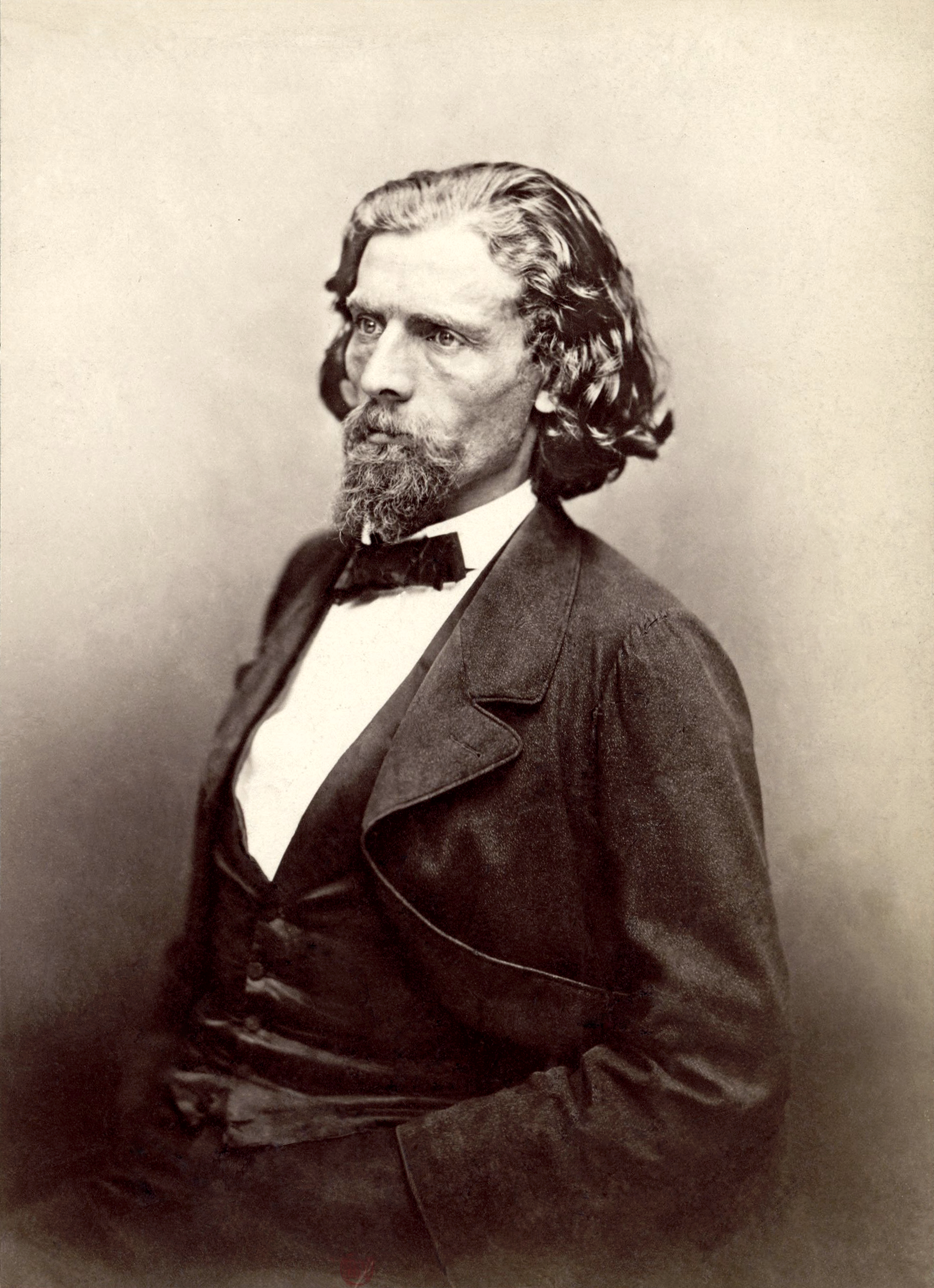
Antoine Renard, compositeur du Temps des cerises.

Des années plus tard, en 1882, Jean Baptiste Clément dédie sa chanson à une ambulancière rencontrée lors de la Semaine sanglante, alors qu'il combattait en compagnie d'une vingtaine d'hommes dont Eugène Varlin, Charles Ferdinand Gambon et Théophile Ferré : « À la vaillante citoyenne Louise, l'ambulancière de la rue de la Fontaine-au-Roi, le dimanche 28 mai 1871. » À la fin des paroles, il explicite cette dédicace : 

« Puisque cette chanson a couru les rues, j'ai tenu à la dédier, à titre de souvenir et de sympathie, à une vaillante fille qui, elle aussi, a couru les rues à une époque où il fallait un grand dévouement et un fier courage ! Le fait suivant est de ceux qu'on n'oublie jamais :
Le dimanche, 28 mai 1871 […].
Entre onze heures et midi, nous vîmes venir à nous une jeune fille de vingt à vingt-deux ans qui tenait un panier à la main.
[…]
Malgré notre refus motivé de la garder avec nous, elle insista et ne voulut pas nous quitter. Du reste, cinq minutes plus tard, elle nous était utile. Deux de nos camarades tombaient, frappés, l'un, d'une balle dans l'épaule, l'autre au milieu du front… »

« Nous sûmes seulement qu'elle s'appelait Louise et qu'elle était ouvrière. Naturellement, elle devait être avec les révoltés et les las-de-vivre. Qu'est-elle devenue ?  A-t-elle été, avec tant d'autres, fusillée par les Versaillais ? N'était-ce pas à cette héroïne obscure que je devais dédier  la chanson la plus populaire de toutes celles que contient ce volume ? »

Dans La Commune Histoire et souvenirs (1898), Louise Michel rappelle cette dédicace en indiquant indirectement qu’elle n’est pas la Louise du Temps des cerises : 

« Au moment où vont partir leurs derniers coups, une jeune fille venant de la barricade de la rue Saint-Maur arrive, leur offrant ses services : ils voulaient l'éloigner de cet endroit de mort, elle resta malgré eux. Quelques instants après, la barricade jetant en une formidable explosion tout ce qui lui restait de mitraille mourut dans cette décharge énorme, que nous entendîmes de Satory, ceux qui étaient prisonniers ; à l'ambulancière de la dernière barricade et de la dernière heure, J.-B. Clément dédia longtemps après la chanson des cerises. Personne ne la revit. […] La Commune était morte, ensevelissant avec elle des milliers de héros inconnus. »

## Analyse

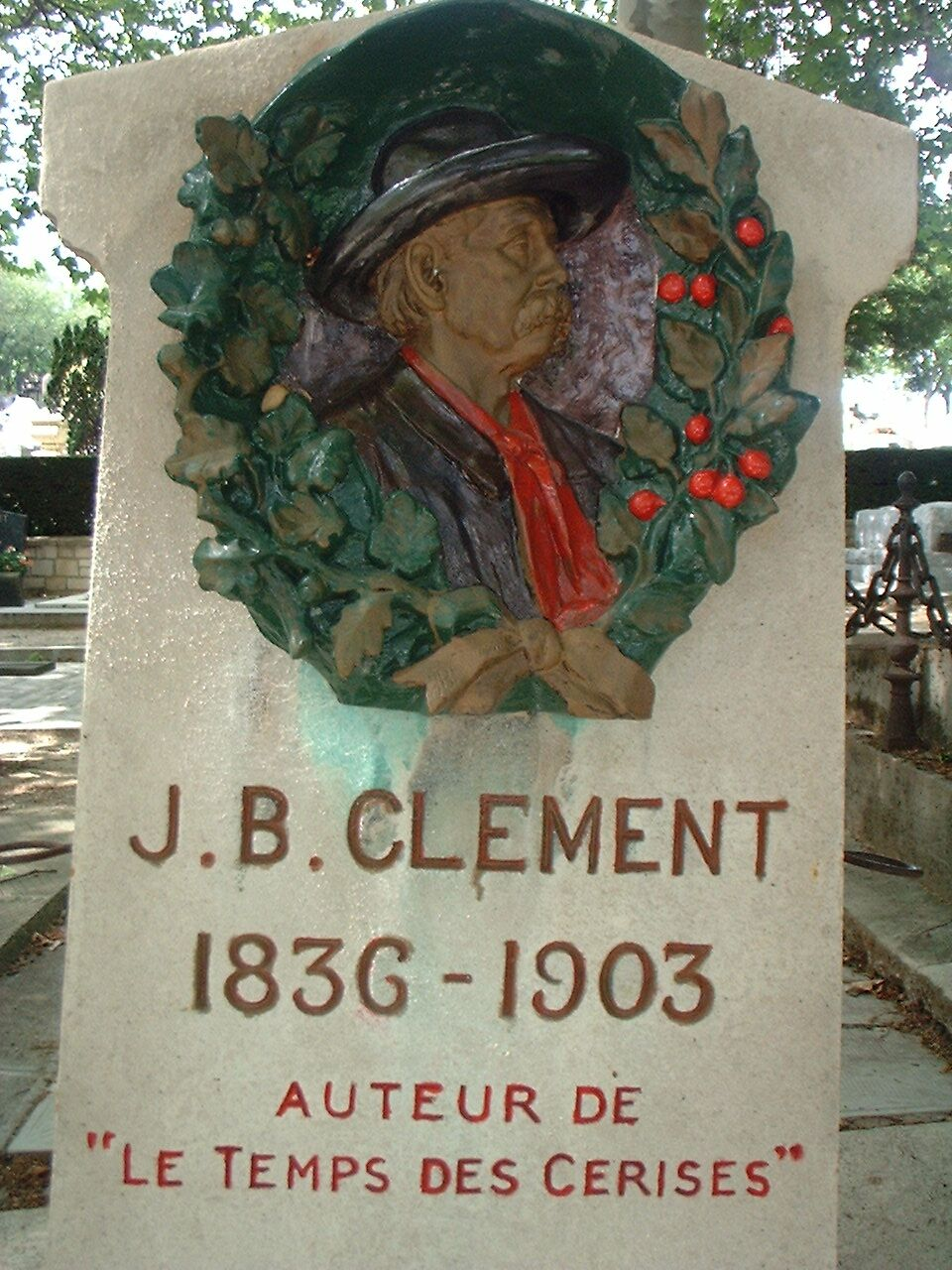
Tombeau de Jean Baptiste Clément.

La chanson n'a pas été créée durant la Commune, mais une raison stylistique explique cette assimilation du Temps des cerises au souvenir de la Commune de Paris : son texte suffisamment imprécis qui parle d'une « plaie ouverte », d'un « souvenir que je garde au cœur », de « cerises d'amour […] tombant […] en gouttes de sang ». Ces mots peuvent aussi bien évoquer une révolution qui a échoué qu'un amour perdu – évoqué, semble-t-il, à travers le souvenir d'une défloration. On est tenté de voir là une métaphore poétique évoquant de manière indirecte une révolution : dans cette interprétation, les cerises représenteraient les impacts de balles ; balles auxquelles il serait fait allusion à travers l'image des « belles » qu'il vaut mieux éviter… La coïncidence chronologique fait aussi que la Semaine sanglante fin mai 1871 se déroule justement durant la saison (le temps) des cerises. Mais le simple examen de la date de composition (1866) montre qu'il s'agit là d'une extrapolation postérieure. Il s'agit, en fait, d'une chanson évoquant simplement le printemps et l'amour (particulièrement un chagrin d'amour, évoqué dans la dernière strophe). Les cerises renvoient aussi au sucre et à l'été, et donc à un contexte joyeux voire festif. Ainsi la chanson véhicule-t-elle à la fois une certaine nostalgie et une certaine idée de gaîté.

## Interprètes
Le Temps des cerises est l’une des chansons les plus enregistrées en France, sinon la chanson la plus enregistrée, et ceci dès les débuts, vers 1895, de l’industrie phonographique. Martin Pénet, dans un recensement incomplet, cite plus de 90 interprétations différentes gravées sur cylindres et sur disques entre 1898 et 1997. Entre autres, elle figure sous le n° 957 dans le catalogue de 1899 des cylindres Lioret et interprété par Maréchal dans le catalogue 1898 des cylindres Pathé.
Parmi les très nombreux interprètes du Temps des cerises :
- Antoine Renard, création à l'Eldorado en 1868.
- Villé-Dora en 1872[10].
- Francis Marty en 1898.
- Pétrus en 1900.
- Odette Dulac en 1901.
- Fred Gouin en 1928.
- Reda Caire en 1931.
- Marcel Dumont en 1932.
- Vanni Marcoux (disque Gramophone K 7148 publié en mars 1934)[11]
- Charpini et Brancato (disque Columbia DF 2294, enregistré le 1er décembre 1937)
- Tino Rossi en 1938 (78 tours Columbia DF2455, prise du 13 octobre 1938)
- Charles Trenet, dans une version « swing » en 1942 (78 tours Columbia DF 2886, enregistré le 19 mai 1942)
- Jean Lumière en 1947[12]
- Jack Lantier en 1970.
- Yves Montand, album Chansons populaires de France et au Théâtre de l'Étoile en 1955[13].
- Cora Vaucaire en 1955.
- Suzy Delair en 1958, De l'écran à la scène.
- Marcel Mouloudji en 1958, Les Rues de Paris.
- Colette Renard en 1961, Chante Paris !
- Francesca Solleville, album La Commune en chantant.
- Marc Robine, album Du temps des chevaux au temps des cerises.
- Nana Mouskouri qui ne chante pas le troisième couplet, en 1967[14] ; elle l'interprètera également en duo, avec Charles Aznavour en 1976 et avec Marcel Mouloudji en 1977
- Mado Robin, album Souvenirs de la Belle Époque en 1968.
- Marc Ogeret, album Autour de la Commune en 1968.
- André Dassary en 1970.
- Tino Rossi en 1971 (double album 33 tours Les plus belles chansons de France prise du 23 juin 1971).
- Hélène Martin, album Chante les poètes II en 1974.
- Dorothée, en 1984, pour l'émission Discopuce, sur Antenne 2. Le titre sort en 1985 dans l'album 5 du Jardin des Chansons.
- Juliette Gréco, album Juliette Gréco : Jolie Môme/Accordéon en 1983 et reprise sur l'album Vivre dans l'avenir en 1994 (réédité sous le titre Le Temps des cerises).
- Philippe Laurent (musicien) Hot Bip en 1985.
- Léo Ferré aux Francofolies de La Rochelle en 1988.
- Tony Coe en 1989 sur l'album CD Les Voix d'Itxassou (avec Françoise Fabian et Francis Marmande), Nato / L'autre distribution.
- Serge Kerval en 1991.
- Tokiko Kato en 1992, pour le film d'animation Porco Rosso du Studio Ghibli.
- Marc Robine en 1993 et en 1996 sur l'album CD L'Histoire de France, distribution EPM / ADES.
- Demis Roussos, 1996.
- Florian Lambert, 1998.
- Barbara Hendricks, en 1996. Le 10 janvier 1996, la cantatrice l'a chanté lors de l'hommage rendu au président socialiste François Mitterrand sur la place de la Bastille[15].
- Leny Escudero en 1997.
- Georgette Lemaire, en 1997, CD Intime
- Tacticollektif, groupe composé entre autres par des membres de Zebda, en 1997 sur l'album Chants de lutte (Laure Madaule-Grellety).
- Marie Denise Pelletier, 2000.
- Patrick Bruel en duo avec Jean-Jacques Goldman sur l'album Entre-Deux en 2002.
- Mario Hacquard (baryton) sur l'album Des chansons qui nous ressemblent en 2005.
- Tai-Luc chanteur de la souris déglinguée sur l'album jukebox en 2007.
- Alain Barrière sur l'album Chansons françaises en 2007.
- Reinhard Mey sur l'album Bunter Hund en 2007.
- Geike Arnaert (Hooverphonic) et Bobbejaan Schoepen en mai 2008[16]
- Noir Désir et Eiffel en octobre 2008[17].
- Yves Scheer[18].
- Ana-Maria Bell sur l'album Allons faire un tour à la banque en 2009.
- L'Orchestre Poétique d'Avant-guerre en avril 2011[19].
- Les Stentors en juin 2013.
- Opium du Peuple : d'abord en juin 2014 dans une version punk-rock intitulée L'intermittent des cerises en soutien aux intermittents du spectacle[20] puis sur leur album La revanche des clones en 2015[21].
- Lambert Wilson en 2015
- Battista Acquaviva dans son album intitulé Les Chants de liberté en 2015[22]
- Candy Ming en 2016
- Motivés ! en 2017, Y'a toujours pas d'arrangement.
- Joan Baez le chante fréquemment, comme en 2018 à  Paris, en 2019 à Montreux
- Marguerite Santreuil l'a interprété en espéranto sous le titre Ceriz'tempo[23].
- Maxime Gervais l'interprète le 27 novembre 2021 à l'occasion du 500e épisode de Des Si et des Rais[24].
- HK sort en mars 2022 le clip de sa reprise du Temps des Cerises[25]
- Renaud en mai 2022 dans son album de reprises intitulé Métèque

Léo Ferré, à la fin de sa rencontre du 6 janvier 1969 avec Jacques Brel et Georges Brassens, a soumis à ceux-ci l'idée de donner ensemble un concert à l'occasion d'une cause commune. Chacun y aurait chanté en alternance quelques-uns de ses succès et, à la fin du concert, les trois artistes se seraient réunis pour interpréter Le Temps des cerises en se tenant par la main. L'idée ne s'est jamais concrétisée, peut-être parce que Jacques Brel avait déjà quitté la scène en promettant de ne jamais y revenir.

## Dans la culture populaire

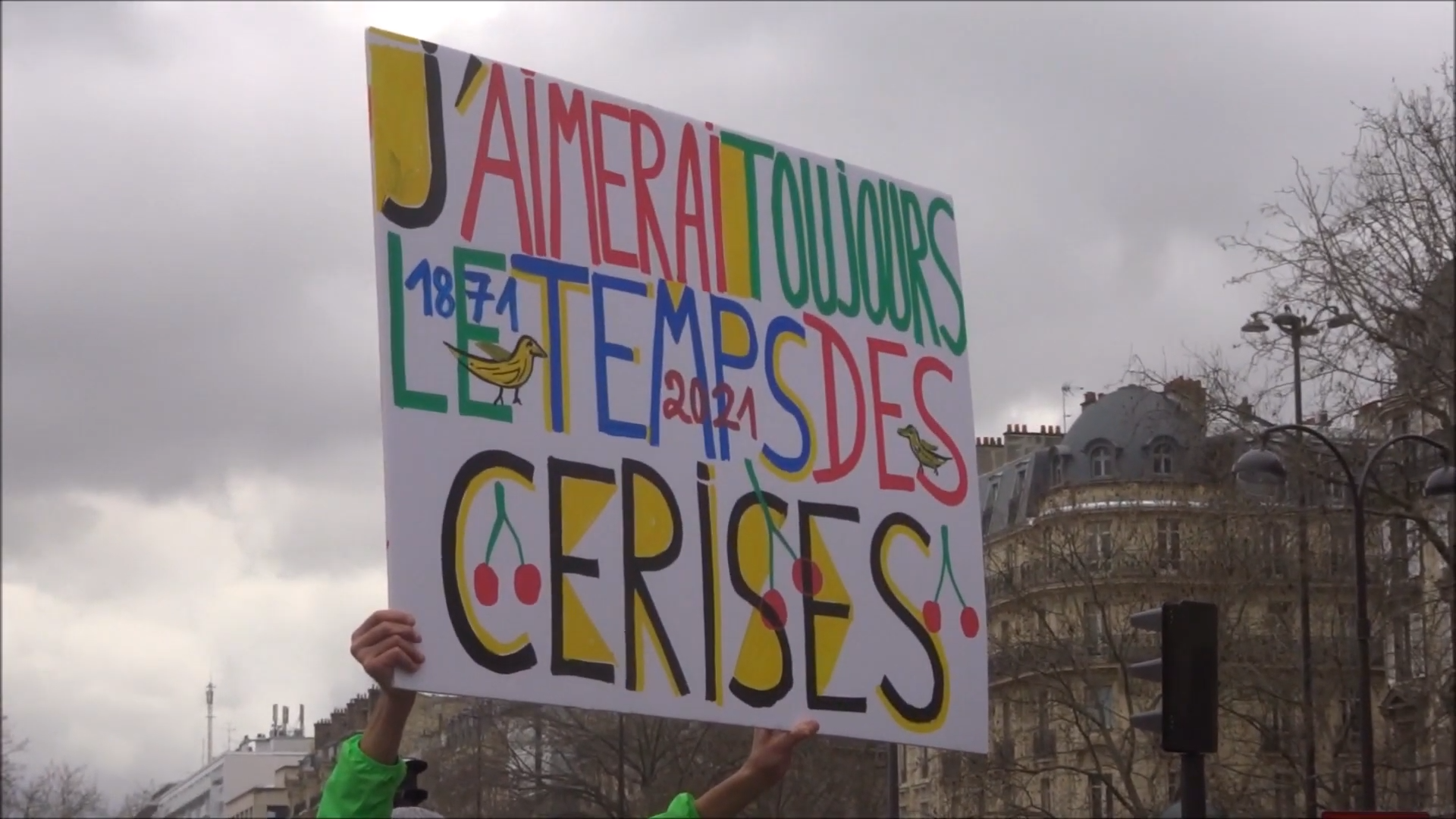
J'aimerai toujours le temps des cerises 1871-2021. Commémoration de la Commune le 18 mars 2021 à Paris.

### Allusions
- En 1936, Jacques Prévert fait une allusion parodique à cette chanson dans le poème antimilitariste Le Temps des noyaux présent dans le recueil Paroles.
- En 1939, dans le film La Fin du jour de Julien Duvivier avec Michel Simon et Louis Jouvet, la chanson est interprétée par l'une des pensionnaires de la maison de retraite Saint-Jean-La-Rivière. Il s'agit d'Odette Talazac.
- Dans le film Casque d'or réalisé par Jacques Becker, sorti en 1952, on peut entendre l'air du Temps des cerises au moment du meurtre de Leca.
- Bernard Grande parodie la chanson dans Le Temps des crises, sur le même air.
- Luc Romann chante Du temps des cerises aux feuilles mortes.
- Serge Utgé-Royo chante Sur le temps des cerises, sur le même air (album Contrechants… de ma mémoire, vol.3, 2008).
- En 1969, Georges Brassens fait une allusion au Temps des cerises (« […] en toute saison ») dans ses chansons Bécassine et Le boulevard du temps qui passe.
- Dans leur premier album en 1972, Michel Fugain et le Big Bazar composent et interprètent une chanson-hommage : Les Cerises de Monsieur Clément (paroles de Maurice Vidalin).
- En 1973 Martine Sarcey (Jeanne Fortier) interprète Le Temps des cerises dans la mini-série télévisée La porteuse de pain.
- En 1976, l'écrivaine catalane Montserrat Roig publie le roman El temps de les cireres dont le titre est inspiré directement de la chanson.
- Le ministre Lionel Jospin l'interprète en direct dans une émission de variétés à la télévision française publique en 1984.
- En 1985, Jean Ferrat fait allusion au Temps des cerises dans sa chanson Les Cerisiers où il explique pourquoi il est demeuré fidèle au mouvement communiste : « […] / Ah qu'il vienne au moins le temps des cerises / Avant de claquer sur mon tambourin […] ».
- Dans l'album Putain de camion, sorti en 1988, Renaud l'évoque dans la chanson Rouge-Gorge : « [...] / Chante, rouge-gorge, Les temps des cerises / Savigny-sur-Orge paraîtra moins grise [...] »
- Dans un album des Femmes en blanc, des pêcheurs amènent à l'hôpital une sirène blessée. Lorsqu'elle se fait opérer, elle chante Le Temps des cerises, attirant tout homme l'écoutant pour le mordre. Le docteur Minet s'y fait prendre deux fois.
- Le Parti communiste de Bohême et Moravie, créé en 1989, a intégré deux cerises dans son logo, inspirées par la chanson.
- Dans le  film d'animation japonais Porco Rosso de 1992 par Hayao Miyazaki, studios Ghibli, le héros écoute Gina, la femme qu'il aime, interpréter cette chanson dans un cabaret pour aviateurs vétérans de la guerre de 1914-1918. Dans la version originale, elle est chantée par la chanteuse japonaise Katō Tokiko.
- En 1998, dans l'album Assassins sans couteaux de Juliette Noureddine, on peut entendre un piano jouer les premières mesures de cette chanson à la fin du quatrième titre, L'Étoile rouge.
- En 1999, dans Juha, film muet finlandais d'Aki Kaurismäki, la chanson est interprétée en français.
- En 2008, elle est interprétée dans le film United Red Army de Kenji Wakamatsu.
- En 2016, elle est interprétée par une chorale scolaire dans le film Cigarettes et Chocolat chaud.
- En 2019, l'Union communiste libertaire prend comme symbole le merle moqueur de la chanson[26].

### Interprétations particulières
- En 1892, le chansonnier Paul Paillette écrit le texte de sa chanson Heureux Temps sur l'air du Temps des cerises.
- En février 1974, Yves Montand la reprend pour son caractère révolutionnaire emblématique lors de son unique concert en faveur du Chili, et apparaissant dans le documentaire La Solitude du chanteur de fond de Chris Marker.
- En 1976, Coluche interprète la chanson sur scène au violon avec des gants de boxe[27].
- En 1987, une version au piano seul est enregistrée par Klimperei, dans l'album When Memories Began to Fade…
- Le 10 janvier 2016, le Chœur de l'Armée française l'interprète pour la première fois, Place de la République, en hommage aux victimes des attentats de janvier  et du 13 novembre 2015 et un an après les manifestations des 10 et 11 janvier 2015.
- Le chanteur et acteur français Luc Barney interprète en 1962 Le Bouquet de l'aimée, reprenant la mélodie du Temps des cerises avec des paroles très similaires à celles écrites par Jean Sapeur pour le chant Bouquet à l'aimée d'Henri de Rungs[28],[29]

## Musique

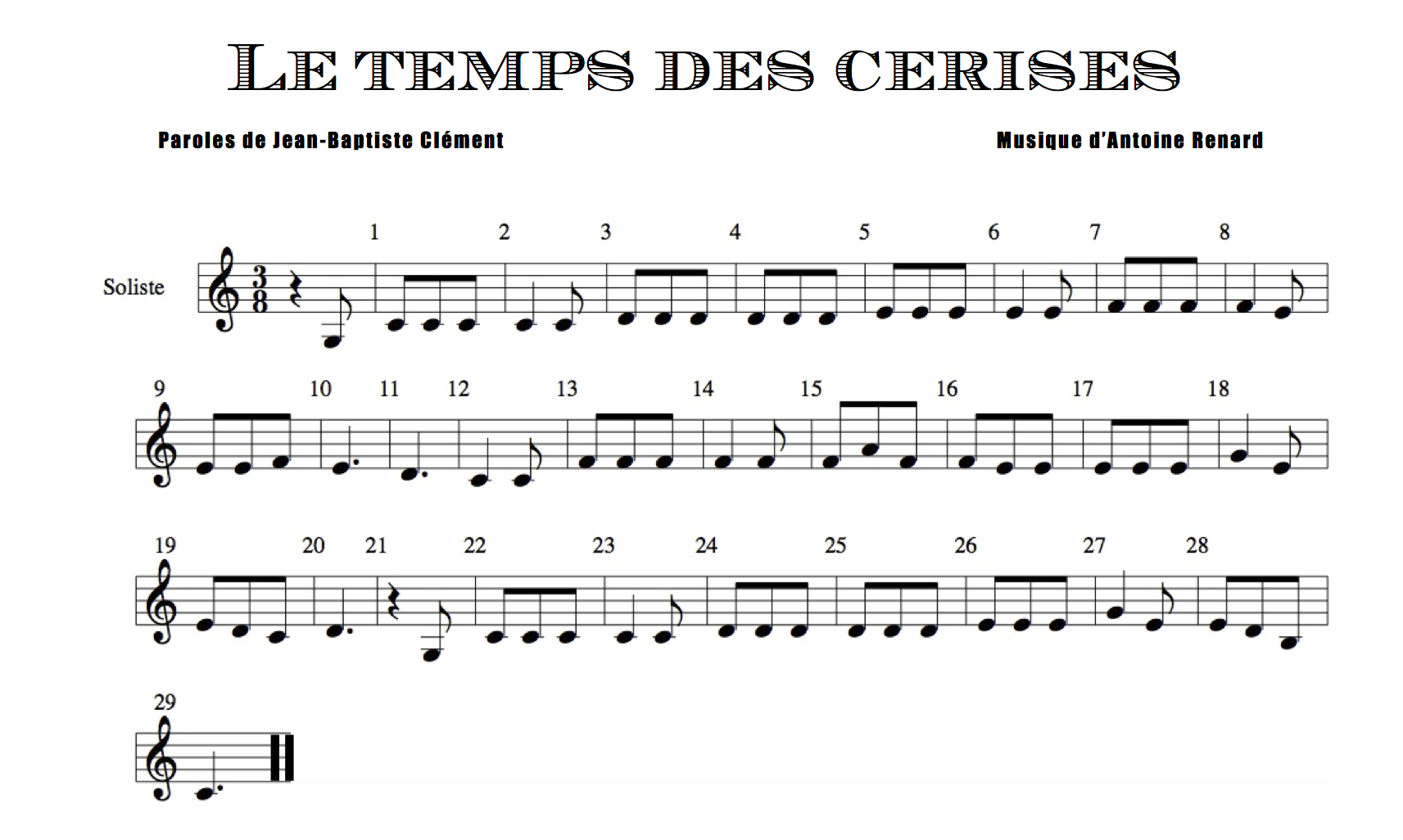
Mélodie en tonalité de Do établie d'après plusieurs documents anciens.

Dans différents documents anciens la mélodie est en diverses tonalités avec diverses variantes mineures.

## Texte
Quand nous chanterons le temps des cerises,
Et gai rossignol et merle moqueur
Seront tous en fête.
Les belles auront la folie en tête
Et les amoureux du soleil au cœur.
Quand nous chanterons le temps des cerises,
Sifflera bien mieux le merle moqueur.

Mais il est bien court le temps des cerises,
Où l'on s'en va deux cueillir en rêvant
Des pendants d'oreilles,
Cerises d'amour aux robes pareilles
Tombant sous la feuille en gouttes de sang.
Mais il est bien court le temps des cerises,
Pendants de corail qu'on cueille en rêvant.

Quand vous en serez au temps des cerises,
Si vous avez peur des chagrins d'amour
Évitez les belles.
Moi qui ne crains pas les peines cruelles,
Je ne vivrai point sans souffrir un jour.
Quand vous en serez au temps des cerises,
Vous aurez aussi des peines d'amour.

J'aimerai toujours le temps des cerises :
C'est de ce temps-là que je garde au cœur
Une plaie ouverte,
Et Dame Fortune, en m'étant offerte,
Ne pourra jamais fermer ma douleur.
J'aimerai toujours le temps des cerises

Et le souvenir que je garde au cœur.